# Progressive web app
Progressive web application (PWA) – progresywna aplikacja internetowa uruchamiana tak jak zwykła strona internetowa, ale umożliwiająca stworzenie wrażenia działania jak natywna aplikacja mobilna lub aplikacja desktopowa. PWA może zostać zainstalowana, wtedy może posiadać własną ikonę na pulpicie oraz być niezależna od przeglądarki. W szczególności strona internetowa musi udostępniać specjalny manifest zawierający m.in. adres ikony aplikacji oraz musi w jakimś stopniu działać off-line, zazwyczaj poprzez Service Workera. Aby strona poprawnie obsługiwała funkcje PWA, wymaganym jest serwowanie jej poprzez protokół HTTPS.

## Cechy PWA
- PWA umożliwia wykorzystanie w większości wspólnej bazy kodu dla strony internetowej, aplikacji mobilnej i aplikacji desktopowej, niezależnie od systemu operacyjnego.
- W porównaniu do aplikacji natywnych, PWA charakteryzują się znacznie niższymi kosztami tworzenia i utrzymania dla wielu platform, ponieważ nie wymagają opracowania oddzielnych wersji dla systemów takich jak. Android, iOS.
- Aplikacje PWA powinny działać w trybie offline[1].
- PWA mogą być indeksowane przez wyszukiwarki, co zwiększa ich widoczność w Internecie[3].
- PWA wykorzystują HTTPS, co zapewnia bezpieczeństwo transmisji danych[2][4].